# Eustrotia nigra
Eustrotia nigra är en fjärilsart som beskrevs av Nicolas Grigorevich Erschoff 1874. Eustrotia nigra ingår i släktet Eustrotia och familjen nattflyn. Inga underarter finns listade i Catalogue of Life.